# Carlo Archinto
Carlo Archinto, II marchese di Parona e III conte di Tainate (Milano, 30 luglio 1670 – Milano, 17 dicembre 1732), è stato un nobile, funzionario e mecenate italiano.

## Biografia
Membro di una ricca famiglia di banchieri milanesi ormai in decadenza, Carlo Archinto era figlio di Filippo Archinto e della nobildonna Camilla Stampa. Suo fratello era Girolamo Archinto, arcivescovo e nunzio apostolico.
Sin dalla gioventù frequentò la scuola dei gesuiti a Brera, ove ebbe l'occasione di avere tra i suoi insegnanti Carlo Ambrogio Cattaneo e Tommaso Ceva, coi quali studiò filosofia, fisica, geometria, poetica latina e italiana. Successivamente completò i propri studi all'Università di Ingolstadt ove decise di dedicarsi allo studio approfondito della filosofia e della matematica. Intraprese quindi un grand tour che lo portò in Germania, Francia e Belgio, avvicinandosi moltissimo alla filosofia di Cartesio e prendendo parte con fervore negli ambienti universitari alle discussioni teologiche suscitate dal giansenismo e dalle tematiche della filologia.
Ritornato in Italia, soggiornò per un breve periodo a Roma per poi stabilirsi definitivamente a Milano ove continuò nei suoi studi interessandosi alla storia naturale, alla fisica, alla chimica ed alla medicina, dirigendo la farmacia centrale dell'Ospedale Maggiore della città durante i difficili anni della Guerra di successione spagnola.
Nominato Decurione della città dal 26 marzo 1691, divenne dal 1696 membro del tribunale di provvisione e conservatore del patrimonio. Dal 10 gennaio 1699 venne eletto giudice delle strade. Sempre nel 1699 fu tra i rappresentanti della comunità che accolsero il nuovo arcivescovo di Milano, Federico Caccia.
Grazie ai possedimenti ereditati dal padre e dalla madre, Carlo si dedicò prevalentemente al latifondismo terriero in provincia ed all'edificazione edilizia, dovendo spesso rinunciarvi per mancanza di fondi (si vedano come esempi il Castello di Robecco sul Naviglio, il Palazzo Archinto-Pisani Dossi a Corbetta o la Corte Archinto, sempre a Corbetta).
Nel 1702, a Milano, fondò l'Accademia dei Cavalieri, che protesse le scienze e le belle arti e diede vita, alcuni anni dopo, alla Société palatine (Società Palatina), un'associazione di nobili amanti delle lettere (tra cui si ricordano Filippo Argelati, Donato II Silva, Carlo Pertusati, Alessandro Teodoro Trivulzio), che si riunivano nel suo palazzo per discutere. Si prodigò in quegli stessi anni per ingrandire la già ricca raccolta di libri di famiglia e promosse Ludovico Antonio Muratori nella pubblicazione del suo Rerum Italicarum Scriptores.
Nominato Grande di Spagna da Filippo V nel 1702, fu gentiluomo di camera e consigliere personale dell'Imperatore, e venne nominato nel 1700 Cavaliere dell'Ordine del Toson d'Oro di cui vendette il prezioso collare, onde ricavarne 6.000 lire milanesi che impegnò per la costruzione della nuova cappella del Santuario Arcivescovile della Beata Vergine dei Miracoli di Corbetta, di cui era un fedele devoto e per cui ricevette un plauso dal cugino Giuseppe Archinto, arcivescovo di Milano.
Nel 1708 gli venne affidato il compito di scortare da Brescia a Milano la principessa Elisabetta Cristina di Brunswick-Wolfenbüttel, con l'intento di condurla in sposa all'allora principe Carlo di Spagna.
Morì a Milano il 17 dicembre 1732.

## Matrimonio e figli
Il 25 gennaio 1690 a Milano, Carlo Archinto sposò Giulia Barbiano di Belgioioso (12 dicembre 1671 - 31 gennaio 1715), figlia del conte Alberico Barbiano di Belgioioso e di sua moglie, Maria Landriani. Da questo matrimonio nacquero i seguenti figli:
- Teresa (1694-1770), sposò il Giulio Antonio Lucini, III marchese di Besate
- Maria (1696-1762), sposò in prime nozze nel 1715 il conte Carlo Giorgio Clerici, dal quale ebbe il marchese Anton Giorgio, e in seconde nozze nel 1718 Antonio Tolomeo Gallio Trivulzio, da cui ebbe due figlie
- Filippo (1697-1751), III marchese di Parona, IV conte di Tainate, sposò Giulia Borromeo Arese, fu padre del cardinale Giovanni Archinto
- Alberico (1698-1758), futuro cardinale e segretario di stato dello Stato Pontificio.
- Giuseppe (1700-1777), consignore di Albizzate, sposò Joan Barret
- Francesca, sposò Giovanni Battista Trotti, II conte di Santa Giulietta

Sposò in seconde nozze nel 1729 Faustina Mattei Orsini, duchessa di Paganica, da cui non ebbe figli.

## Ascendenza
|                                        |                |                          | Genitori                           |  |  | Nonni |  |  | Bisnonni            |  |  | Trisnonni      |  |
|                                        |                |                          |                                    |  |  |       |  |  | Cristoforo Archinto |  |  | Carlo Archinto |  |
|                                        |                |                          |                                    |  |  |       |  |  | Cristoforo Archinto |  |  | Carlo Archinto |  |
|                                        |                | Isabella Carcano         |                                    |  |  |       |  |  | Cristoforo Archinto |  |  |                |  |
| Carlo Archinto, I conte di Tainate     |                |                          |                                    |  |  |       |  |  | Cristoforo Archinto |  |  |                |  |
|                                        |                | Anna Panigarola          | Alessandro Panigarola              |  |  |       |  |  |                     |  |  |                |  |
|                                        |                | Anna Panigarola          | Alessandro Panigarola              |  |  |       |  |  |                     |  |  |                |  |
|                                        |                | Anna Panigarola          | Anna Visconti Borromeo             |  |  |       |  |  |                     |  |  |                |  |
| Filippo Archinto, I marchese di Parona |                | Anna Panigarola          |                                    |  |  |       |  |  |                     |  |  |                |  |
|                                        |                | Giulio Arese             | Marco Antonio Arese                |  |  |       |  |  |                     |  |  |                |  |
|                                        |                | Giulio Arese             | Marco Antonio Arese                |  |  |       |  |  |                     |  |  |                |  |
|                                        |                | Giulio Arese             | Ippolita Clari                     |  |  |       |  |  |                     |  |  |                |  |
| Caterina Arese                         |                | Giulio Arese             |                                    |  |  |       |  |  |                     |  |  |                |  |
|                                        |                | Margherita Legnani       | Ludovico Legnani                   |  |  |       |  |  |                     |  |  |                |  |
|                                        |                | Margherita Legnani       | Ludovico Legnani                   |  |  |       |  |  |                     |  |  |                |  |
|                                        |                | Margherita Legnani       | Caterina Scanzi                    |  |  |       |  |  |                     |  |  |                |  |
| Carlo Archinto, II marchese di Parona  |                | Margherita Legnani       |                                    |  |  |       |  |  |                     |  |  |                |  |
|                                        | Giacomo Stampa | Ercole Stampa            |                                    |  |  |       |  |  |                     |  |  |                |  |
|                                        | Giacomo Stampa | Ercole Stampa            |                                    |  |  |       |  |  |                     |  |  |                |  |
|                                        | Giacomo Stampa | Isabella Tizzoni         |                                    |  |  |       |  |  |                     |  |  |                |  |
| Girolamo Stampa, marchese di Parona    | Giacomo Stampa |                          |                                    |  |  |       |  |  |                     |  |  |                |  |
|                                        |                | Flaminia Cusani          | Gerolamo Cusani                    |  |  |       |  |  |                     |  |  |                |  |
|                                        |                | Flaminia Cusani          | Gerolamo Cusani                    |  |  |       |  |  |                     |  |  |                |  |
|                                        |                | Flaminia Cusani          | Isabel Vélez de Guevara            |  |  |       |  |  |                     |  |  |                |  |
| Camilla Stampa, marchesa di Parona     |                | Flaminia Cusani          |                                    |  |  |       |  |  |                     |  |  |                |  |
|                                        |                | Cesare Visconti Borromeo | Carlo Visconti Borromeo            |  |  |       |  |  |                     |  |  |                |  |
|                                        |                | Cesare Visconti Borromeo | Carlo Visconti Borromeo            |  |  |       |  |  |                     |  |  |                |  |
|                                        |                | Cesare Visconti Borromeo | Maria Camilla Rossi di San Secondo |  |  |       |  |  |                     |  |  |                |  |
| Anna Visconti Borromeo                 |                | Cesare Visconti Borromeo |                                    |  |  |       |  |  |                     |  |  |                |  |
|                                        |                | Lucrezia Omodei          | Carlo Omodei                       |  |  |       |  |  |                     |  |  |                |  |
|                                        |                | Lucrezia Omodei          | Carlo Omodei                       |  |  |       |  |  |                     |  |  |                |  |
|                                        |                | Lucrezia Omodei          | Beatrice Lurani                    |  |  |       |  |  |                     |  |  |                |  |
|                                        |                | Lucrezia Omodei          |                                    |  |  |       |  |  |                     |  |  |                |  |